# Kazimierz Kmiecik
Kazimierz Kmiecik (Węgrzce Wielkie, 19 settembre 1951) è un ex calciatore polacco, di ruolo attaccante.

## Carriera

### Nazionale
Con la Nazionale polacca ha preso parte ai Mondiali 1974, chiusi al terzo posto.

## Palmarès

### Club

#### Competizioni nazionali
- Campionato polacco: 1

Wisla Cracovia: 1977-1978

#### Competizioni internazionali
- Coppa Piano Karl Rappan: 3

Wisla Cracovia: 1969, 1970, 1973

### Nazionale
- Oro olimpico: 1

Monaco di Baviera 1972
- Argento olimpico: 1

Montréal 1976

### Individuale
- Capocannoniere del campionato polacco: 4

1975-1976 (20 gol), 1977-1978 (15 gol), 1978-1979 (17 gol), 1979-1980 (24 gol)